# 김번
김번(金璠, 1479년 ~ 1544년)은 조선 중기의 문신으로 자(字)는 문서(文瑞)이며 본관은 안동(安東)이다. 신안동김씨중 한양(장의동)에 뿌리를 내린 사람으로 직계후손(直系後孫)으로 문과급제자(文科及第者)가 136명에 이르고 대제학(大提學)이 6명, 재상(宰相,영의정 좌의정 우의정) 15명, 판서(判書) 40여명, 왕비(王妃) 3명, 후궁(後宮:영빈김씨) 1명, 부마도위(駙馬都尉) 2명을 배출 하였으며 안동김씨 서윤공(번)파[장동김씨(壯洞金氏)]의 파조이다.

## 생 애
아버지는 영천 군수, 사헌부 장령 등을 역임한 김영수(金永銖), 어머니는 강릉김씨 현령 김박(金博)의 딸이다. 세조~연산군까지 국사(國師)로 유명한 학조대사는 그의 삼촌이다.
1498년(연산군4년) 20세에 진사시에 입격하고, 1513년(중종8년) 35세에 식년문과에 갑과로 급제한후 군자감직장(軍資監直長)을 역임하였다. 1515년(중종10년) 성균관전적(典籍)이 되고, 이듬해 사간원정언(司諫院正言)에 올랐다. 예조좌랑(禮曹佐郞),병조좌랑(兵曹佐郞), 경기도도사(京畿道都事), 공조정랑(工曹正郞), 안음현감(安陰縣監), 사간원헌납(司諫院獻納), 이조정랑(吏曹正郞), 병조정랑(兵曹正郞), 예조정랑(禮曹正郞), 세자시강원문학(世子侍講院文學), 제용감첨정(濟用監僉正), 평양부서윤(平壤府庶尹), 춘추관편수관(春秋館編修官) 등을 역임하였다.
1515년(중종10년) 성균관전적으로 있을 때 관북지방에 재난이 발생, 가뭄과 메뚜기 피해로 기근이 들어 많은 백성들이 죽어 가는데도 삼남(三南)의 곡식을 조운할 마땅한 사람을 고르지 못할 때, 낮은 관직으로 선발되어 흉년을 구제함으로 명성과 경륜이 알려지기 시작했다.
1523년(중종18년) 평양부서윤으로 나갔을 때 관서지방에 전염병이 만연하자, 둔전책(屯田策)을 건의하고 민식(民食)과 창름(倉廩)을 넉넉히 하며 군졸의 잡다한 세를 없애주어 백성의 주거를 편안하게 하였다. 뒤에 대간으로부터 요승(妖僧) 학조(學祖)의 조카라 하여 탄핵을 받았으나, 왕의 신임이 두터워 화를 면하였다. 재물에 대한 탐욕이 지나쳐서 당시 사람들로부터 많은 기롱(譏弄)을 받았다. 관직은 통훈대부 평양부서윤 겸 춘추관편수관에 이르렀으며, 사후 증 자헌대부 이조판서 겸 지경연춘추관성균관의금부사 홍문관대제학 예문관대제학 세자좌빈객에 증직 추서되었다.
묘소(墓所)는 경기도(京畿道) 남양주시(南楊州市) 와부읍(瓦阜邑) 덕소리 석실(石室) 안동김씨분산(安東金氏墳山)에 자좌(子坐) 합폄(合窆)이다. 묘갈명(墓碣銘)은 대사성(大司成) 안분당 이희보(李希輔)가 찬(撰)하고, 첨지중추부사 동고 김노(金魯)가 썼으며, 그 후 마모되어 후손 공조참판 곡운 김수증(金壽增)이 바꾸어 세웠는데, 우암(尤庵)송시열(宋時烈)이 추식(追識)하고, 6대손 성천부사 김창국(金昌國)이 전(篆)하고, 묘표(墓表)는 곡운 김수증(金壽增)이 찬(撰)하고 썼다. 다시 세월이 흘러 17대손 백아 김창현(金彰縣)이 번역(飜譯)하고 일중 김충현(金忠顯)이 다시 섰다.

## 성품 및 일화
성품이 꼿꼿하고 남에게 고개를 숙이지 않았으며, 때에 따라 침묵을 지키기도 하였다. 가정에서는 부모에게 효도하고 형제에게 우애하였으며, 향당에서는 신의를 지키고 남을 나무라지 않았다. 그는 남보다 뛰어난 행동은 없었으나 사람들이 다투어 달려와서 그를 따랐다. 그는 청렴하고 남에게 후덕하였으며 금세(今世)의 변혁을 거역하지도 않았다.
1498년 20세때 진사시에 합격하였는데 무오사화로 많은 관료가 죽는 것을 보고, 고향 안동 풍산에 내려가 농사를 짓고 살면서 어머니(강릉김씨,1452~1520)를 극진하게 봉양하였다. 그러나 어머니는 이를 좋아하지 않고 도리어 꾸짖기를, “세 마리의 희생을 솥에 삶아서 부모를 봉양한다고 하더라도, 한번 양명(揚名)하여 어버이를 빛내는 것만 못한데, 너는 어찌하여 과거에 뽑혀서 지하에 계신 선조들을 기쁘게 하지 않으려고 하는가” 하였다. 그는 어머니의 훈계를 들은 뒤부터 스스로 분발하여 오로지 공부에만 매달려, 1513년 35세때 문과 3등 탐화랑(探花郞)으로 급제하였다.
1513년(중종 8) 김번이 과거에 급제하여 고향 풍산으로 돌아와서 영친연(榮親宴)을 베풀었는데, 그의 형 이조정랑 김영(金瑛)도 함께 서울에서 내려와 고향 풍산 금산촌(소산)의 삼구정(三龜亭)에서 어머니에게 절하고 축수(祝壽)하는 술잔을 올렸다. 그때 그의 형 (김영)과 절친한 친구였던 선산부사 이희보(李希輔)도 참석하여 세 사람이 나란히 어머니에게 절을 하고 술잔을 바치자, 어머니는 일어나서 덩실덩실 춤을 추고 기뻐하였다.
1515년(중종 10년) 성균관 전적으로 있을때 가뭄과 황충(蝗蟲)으로 북방 지방에서 많은 이가 굶주려 죽자, 전운사(轉運使) 종사관(從事官)에 선임되어 배를 이용하여 남방 지방의 곡식을 북방으로 운반하여 수많은 목숨을 살려냈다. 당시 사람들은 뱃길을 아주 위험하게 생각하였으나, 김번은 날씨를 관찰하고 수군을 지휘하여 정해진 뱃길을 따라 수없이 곡식을 싣고 왕복하면서 하나도 패몰(敗沒)한 배가 없었다.[『국조인물고(國朝人物考)』 권26 「김번(金璠)」]
평양부(平壤府)는 서북 관문의 요충지로써 압록강이 중국과 경계하고 여진(女眞)과 인접하였으므로, 조빙(朝聘)하는 사신의 행차가 길에 잇달았고, 여진을 방어하는 장수의 관사 출입이 끊이지 않았다. 1523년(중종 18) 조선에서 군사를 보내 서북방 오랑캐를 정벌한 이후에 전염병이 온 도(道)를 휩쓸어서 경내가 마치 도륙을 당한 것처럼 시체가 사방에 쌓여 있었다. 그러므로 문무를 겸전한 사람이 아니면, 평양부서윤 자리를 맡길 수가 없었다. 이때 많은 사람들이 김번을 추천하였다. 김번은 평양부서윤으로 부임하면서 둔전에 대한 방책을 건의하기를, “농상을 힘써 권장하여 먼저 백성들의 식량을 넉넉하게 만들고, 창고를 넉넉하게 채우며, 군졸의 명분 없는 부세를 전부 없애서, 백성들의 생활을 평안하게 만들어야 합니다. 그 다음에 저축된 곡식으로 손님들을 대접한다면, 아무런 어려움이 없을 것입니다” 하였다.[『국조인물고』 권26 「김번」]
한편 김번은 세조의 국사(國師)였던 학조(學祖) 스님의 조카였다. 그리하여 사간원에서는 김번이 학조에게서 자랐다고 배척하며 끼워주지 않았다. 김번이 과거에 급제하였을 때에 유가(遊街)하여 학조가 거주하던 절에 가서 은영연(恩榮宴)을 베풀고자 하였으나, 고을의 향교 생도들이 선비로서 요승(妖僧)을 위해 경하할 수 없다고 거절하고 하나도 도와주지 않았으므로, 잔치를 열지 못한 일도 있었다.(『중종실록』 11년 9월 29일) 그는 유교를 기반으로 하는 조선의 정치 구조에 몸담은 관료였기 때문에, 세조의 국사로서 엄청난 세력을 부렸던 학조스님이 그의 큰 삼촌이라는 것이 오히려 큰 핸디캡으로 작용하여 사림(士林)들로부터 가혹한 비판을 받았던 것이다.
김번의 묘(남양주시 와부읍 덕소리 석실 안동김씨분산)는 부인인 남양홍씨(한성부윤 홍심(洪深)의 증손녀이며 판관 홍걸(洪傑)의 딸)의 친정 땅으로 방앗간을 하고 있던 자리였다고 한다. 친정에서 방앗간을 하고 있던 곳을 그의 조부 김계권의 맏아들인 학조대사(學祖大師)가 우연히 이곳을 들렀다가 여기가 천하명당임을 알아차리고 홍씨부인에게 이곳 방앗간 자리에 남편이 죽으면 묘를 쓰도록 권고받았다. 나중에 홍씨부인의 친정에서 이곳이 천하명당임을 알아차리고 급기야 야간에 광중(壙中)에 물을 퍼부어 물이 나니 묘를 쓰면 안된다고 했지만 홍씨부인은 이를 눈치채고 상관없으니 그냥 쓰겠다고 하여 결국 김번을 여기에 안장하였다 한다.

## 가족 관계
- 조부 : 한성부판관 김계권(金係權)... 예천 권씨 이조판서 대제학 제평공 권맹손의 사위
  - 아버지 : 사헌부장령 김영수(金永銖)
  - 어머니 : 강릉 김씨, 현령 김박(金博)의 딸
  - 큰삼촌 : 세조~연산군까지 국사(國師) 등곡, 황악산인 학조(學祖)대사 본명 김영형(金永衡)
    - 형님 : 김영(金瑛) - 동부승지 강원도관찰사
    - 동생 : 김순(金珣) - 예조정랑 경상우도수군절도사
      - 아들 : 신천군수 증좌찬성 김생해(金生海)...전주 이씨 성종의 아들 경명군 이침의 사위
      - 첫째딸(맏사위) : 풍산김씨 종부시첨정 잠암(潛庵) 김의정(金義貞,1495-1547)...공조참판 허백당 김양진(金楊震,1467-1535)의 아들
      - 둘째딸(사위) :  이천복(李千福)
        - 손자 : 삼가현감 증영의정 김대효(金大孝)
        - 손자 : 군기시정 증이조판서 김원효(金元孝)
        - 손자 : 돈녕부도정 증영의정 김극효(金克孝)...동래 정씨 좌의정 임당 정유길의 사위, 김상용 김상헌의 아버지

## 비판
김번의 후손들은 크게 현달하였으나, 세조가 총애하였던 학조대사의 친조카였던 관계로 대간으로부터 끊임없이 견제와 견척을 당하였다. 당시 조선왕조의 관행 상 숭유억불이 매우 성하였는데, 김번은 학조대사의 친조카였던 것이다. 조선왕조실록에 나와있는 사관의 언급에 따르면 따르면 김번은 학조의 양자로 언급되어있으며, 학조대사에 대해서는 '어릴 적에 그 양모와 사통하고서 도망쳐 중이 되었으며 이로 인하여 양모의 재물을 소유하였으며 부요하기가 견줄데가 없었다.'고 서술되어 있고, 김번에 대해서는 '김번이 이를 얻고자 아첨하면서 온갖 짓을 다하였으므로 사림(士林)이 추하게 여겼다.'라고 언급되어있다. 학조대사가 과연 양모와 사통하였는지, 김번이 삼촌인 학조대사의 재물을 차지하기 위하여 갖은 아첨을 다했는지에 대해서는 따로 대조해야할 문헌이 필요하겠으나, '김번이 학조대사의 양자이다'라는 언급은 아마도 김번이 학조대사의 집에서 자랐기 때문에 그렇게 비추어졌던 것으로 보인다.
김번에 대한 부정적인 언급은 한 차례로 끝나지 않는다. 또한 실록에 따르면 김번은 학조대사의 조카로서 학조의 재물을 모두 차지하였으며, 김번이 학조의 슬하에서 자랐기 때문에 김번이 과거에 급제해서 유가하였을 때도 향교의 유생들이 '요승을 위해 경하할 수 없다'고 하면서 잔치를 벌일 수 없었다고 기록한다. 그리고 김번은 과부의 친족집에 가서 술을 마시고 음탕한 일을 벌였다는 이유로 대간의 탄핵을 받았으며 때문에 중종은 '김번의 일이 아뢴 바와 같다면 매우 사악하고 더러우니 파직하라'고 명하였다.
이러한 사관의 비판은 김번의 아들인 김생해에까지 이르렀다. 김생해는 성종의 손자사위로서 왕실의 내족이 되었으나 지나치게 사치스러운 옷을 입는다는 이유로 상관으로부터 '그대가 중(학조대사를 일컬음)이 물려준 부(富)를 빙자하여 분수에 넘치는 사치스런 옷을 입고 스스로 호걸인 체하고 있으나 식자들이 보기에 어떻게 생각하겠는가.'라는 질책을 당하였다. 왕실의 내족이라는 배경으로 빠른 출세를 거듭하였던 김생해는 관직을 제수받을 때마다 당시 대간의 견제를 받고, 최종 관직도 군수에 이를 수 밖에 없었다. 하지만 김생해의 아들 김극효가 광해군의 처이모부가 되면서 다시금 주목받는 가문이 될 수 있었으며, 김극효의 두 아들인 김상용과 김상헌이 충절과 대의로 큰 명성을 얻게 되었고, 이후 김수흥, 김수항, 김창집, 김조순 등등의 인물을 배출하면서 안동김씨가 명문가의 지위를 굳히게 되었다.